# Werner Gifhorn
Werner Gifhorn (* 11. April 1938 in Bremen; † 20. November 2023) war ein deutscher Politiker (SPD) und Abgeordneter des Niedersächsischen Landtages.

## Leben
Nach dem Abitur 1958 studierte Gifhorn in Göttingen Germanistik und Geschichte. Im Anschluss absolvierte er eine Ausbildung für das höhere Lehramt und war von 1968 bis zu seiner Pensionierung 2002 am Gymnasium Lüchow tätig. 
Er war vom 30. September 1970 bis zum 20. Juni 1974 Mitglied des Niedersächsischen Landtages (7. Wahlperiode).
Werner Gifhorn war verheiratet und hatte zwei Töchter. Er lebte in Gühlitz, Gemeinde Küsten.